# Oklahoma Storm
Gli Oklahoma Storm sono stati una franchigia di pallacanestro della USBL, con sede a Enid, in Oklahoma, attivi tra il 2000 e il 2007.
Disputarono due finali USBL, la prima nel 2000 (persa 89-86 con i Dodge City Legend) e la seconda nel 2002 (vinta 122-109 con i Kansas Cagerz). Terminarono l'attività con la scomparsa della lega, nel 2007.

## Palmarès
- United States Basketball League: 1

2002

## Stagioni
| Stagione | Lega | Denominazione  | V  | P  | %    | Piazzamento | Play-off         |
| -------- | ---- | -------------- | -- | -- | ---- | ----------- | ---------------- |
| 2000     | USBL | Oklahoma Storm | 14 | 16 | 46,7 | 4º          | Finale           |
| 2001     | USBL | Oklahoma Storm | 20 | 10 | 66,7 | 1º          | Quarti di finale |
| 2002     | USBL | Oklahoma Storm | 17 | 13 | 56,7 | 2º          | Campioni         |
| 2003     | USBL | Oklahoma Storm | 17 | 13 | 56,7 | 2º          | Semifinale       |
| 2004     | USBL | Oklahoma Storm | 15 | 15 | 50,0 | 4º          | Quarti di finale |
| 2005     | USBL | Oklahoma Storm | 18 | 12 | 60,0 | 1º          | Semifinale       |
| 2006     | USBL | Oklahoma Storm | 22 | 8  | 73,3 | 1º          | Semifinale       |
| 2007     | USBL | Oklahoma Storm | 12 | 18 | 35,7 | 6º          | Round robin      |